# هوغو رويز
هوغو رويز (بالإسبانية: Hugo Ruiz)‏ (ولد: 21 سبتمبر 1988 في ولاية سينالوا، المكسيك - )؛ هو ملاكم محترف مكسيكي يصنف ضمن فئة وزن الديك. حقق بطولة رابطة الملاكمة العالمية.

## إحصائيات
خاض خلال مسيرته 43 نزالا، فاز في 39 وخسر في 4. فاز بالضربة القاضية في 33 نزالا.

## روابط خارجية
- هوغو رويز على موقع بوكس ريك (الإنجليزية) (registration required)